# Deutscher Klub (österreichisches Abgeordnetenhaus)
Der Deutsche Klub war eine deutschfreiheitliche Fraktion im österreichischen Abgeordnetenhaus. Sie bestand von 1885 bis 1888.

## Hintergrund
Nach den Wahlen 1885 trennte sich eine starke Gruppe von der Vereinigten Linken, um die Interessen der Deutschen innerhalb der Habsburgermonarchie schärfer gegen die Regierung und das angeblich begünstigte Slawentum zu vertreten. Am 21. September 1885 konstituierten 38 Abgeordnete den Deutschen Klub. Die Mitglieder stammten überwiegend aus Böhmen sowie der Steiermark. Klubobmann war Josef Alfred Heilsberg mit Moriz Weitlof als Stellvertreter. Der liberale Rest der Vereinigten Linken bildete unterdessen den Deutschösterreichischen Klub
Im Februar 1887 trat fast die Hälfte der Fraktion – 15 Mitglieder des „linken“, „sozialreformatorischen“ Flügels – aus dem Deutschen Klub aus und bildete die Deutschnationale Vereinigung. Im November 1888 schloss sich der verbliebene Rumpf des Deutschen Klubs mit dem Deutschösterreichischen Klub zur Vereinigten Deutschen Linken zusammen.